# یواس‌اس راتیلیکاس (ای‌کی-۱۱۳)
یواس‌اس راتیلیکاس (ای‌کی-۱۱۳) (به انگلیسی: USS Rutilicus (AK-113)) یک کشتی بود که طول آن ۴۴۱ فوت ۶ اینچ (۱۳۴٫۵۷ متر) بود. این کشتی در سال ۱۹۴۳ ساخته شد.